# Eupteryx schuleri
Eupteryx schuleri är en insektsart som beskrevs av Ribaut 1952. Eupteryx schuleri ingår i släktet Eupteryx och familjen dvärgstritar. Inga underarter finns listade i Catalogue of Life.